# المخترع الصغير
المخترع الصغير هو مسلسل أنمي عرض لأول مرة في 27 مارس 1988 وانتهى بثه في 9 يوليو 1996، عرض على قناة سبيستون. هناك العديد من أوجه التشابه في التركيبة والمظهر من شخصيات المسلسل دورايمون أو ما يُعرف سابقاُ بالوطن العربي باسم عبقور، على الرغم من أن مضمون القصة مختلف تمامًا.

## القصة
تدور أحداث المسلسل حول الفتى كرم وهو ذكي جدًا ويسميه أصدقائه بالمخترع الصغير حيث يعمل كل يوم على اختراع جديد يساعد به الاخرين في حياتهم اليومية.ويخترع روبوت يساعده فيما بعد في جميع اختراعاته، وفي كل حلقة نرى اختراعًا جديدًا لمخترعنا الصغير كرم ولا تخلوا من المغامرات والطرائف.

## الشخصيات
- إيشي كيتيريتسو (كرم): صبي مخترع وعبقري وهو بطل هذه السلسلة
- ميوكو نونوهانا (راما) : فتاة مقيمة بالحي الذي يقيم فيه كيتيريتسو وهي صديقته في الأساس
- كوروسكي (سكر): هو رجل آلي صنعه كيتيريتسو
- كوجي تونغاري (عادل) : منافس وصديق كيتيريتسو
- كومادا كاورو (عيدو) : بلطجي الحي يعادي الكل، إلا أنه غالبا ما يعادي كوروسكي

## الأصوات العربية
- ماجدة فوتي - كرم
- آمنة عمر - سكر
- بثينة شيا - عيدو
- سامر رضوان - والد كرم
- رغداء شعراني - راما
- لويز عبد الكريم - عادل
- أنجي اليوسف - والدة كرم
- سامر رضوان - سعيد
- رغداء شعراني - الأميرة
- نضال حمدي - الأمير
- أنجي اليوسف - الدجالة
- عادل أبو حسون - عالم الفراشات
- نضال حمدي - الصحفي

وبعد اعلن اكمال دوبلاجه حدث تغيير جذري لطاقم الدوبلاج
رنيم الخضراوي
فدوى قرحيلي
مهجة الشيخ
هبة سنوبر
جينيفيف غربي
صابرين الورار
باسل الرفاعي
سامر الجندي
مجد نعيم
رزان الحبش
أسعد سنديان
جمال العقاد
رامي الأحمد
وائل ناجي
عادل ابو حسون
رغدة الخطيب

## وصلات خارجية
- المخترع الصغير على موقع IMDb (الإنجليزية)
- المخترع الصغير على موقع قاعدة بيانات الفيلم (الإنجليزية)
- المخترع الصغير على موقع ANN anime (الإنجليزية)